# Diskursteori
Diskursteori er en samlebetegnelse for en række teorier, der fokuserer på samspillet mellem mening og politik. Diskursteorien har flere rødder: i sprogteorien, i poststrukturalismen og i marxismen og den kritiske teori.
De politiske teoretikere Ernesto Laclau og Chantal Mouffe har bidraget til diskursteorien i forbindelse med deres kritik af marxismen og feminismen.
Diskursteorien baserer sig på en tænkning om det sociale som er inspireret af blandt andet strukturalismen fra Saussure (1960 [1916]), poststrukturalismen fra Lacan (1977 [1966]), dekonstruktionen fra Derrida (1976 [1967]), diskursive formationer, genealogien og magten fra Foucault (1970, 1972, 1983, 1998 [1966]) og hegemonibegrebet til Gramsci (1971 [1929-1935]). Disses bidrag er samlet i et diskursteoretisk begrebsapparat,
udviklet af Laclau og Mouffe.

## Teorier
Kanyleteorien 
Antager, at mennesker er fuldstændig forsvarsløse over for massemedierenes indflydelse.
Opinionslederteorien 
Fremsætter, at mennesker kan påvirkes gennem de mennesker de har tillid til.
Markedsteorien
Forudsætter, at borgerne styrer medierne, de kan selv vælge mellem medier. Medier skal gøre sig attraktive til borgernes ønsker.